# Evie Brennan
Evie Brennan (* in Cheyenne, Wyoming) ist eine US-amerikanische Politikerin der Republikanischen Partei, die seit 2023 Mitglied im Senat von Wyoming ist.

## Leben
Evie Brennan absolvierte ein Studium der Gesundheits- und Krankenpflege an der University of Wyoming, welches sie 2004 mit einem Bachelor of Science (BS Nursing) beendete, und arbeitete im Anschluss als Gesundheits- und Krankenpflegerin.
Am 2. Januar 2023 wurde sie für die Republikanische Partei in dem neu geschaffenen „District 31 Laramie County“ erstmals Mitglied im Senat von Wyoming, dem sie seither angehört. In der aktuellen Legislaturperiode ist sie seit 2023 Mitglied der Senatsausschüsse für Bildung sowie für Transport, Autobahnen und Militärangelegenheiten.
Aus ihrer Ehe mit Nathan Brennan gingen vier Kinder hervor.

## Weblink
- Senator Evie Brennan. In: Senat von Wyoming. Abgerufen am 23. Januar 2025 (englisch).

| Personendaten    | Personendaten                               |
| ---------------- | ------------------------------------------- |
| NAME             | Brennan, Evie                               |
| KURZBESCHREIBUNG | US-amerikanische Politikerin (Republikaner) |
| GEBURTSDATUM     | 20. Jahrhundert                             |
| GEBURTSORT       | Cheyenne, Wyoming                           |